# Futbol Club Barcelona (femení)
El Futbol Club Barcelona Femení, conegut com a Barça Femení, és un equip professional de futbol femení. És la secció femenina del Futbol Club Barcelona, i juga a Primera Divisió, la màxima categoria de la lliga espanyola de futbol femení.
Va ser fundat l'any 1988, competint amb el nom de Club Femení Barcelona. Al seu palmarès hi figuren tres Lligues de Campions, deu lligues, onze copes de la Reina, quatre supercopes d'Espanya, onze copes de Catalunya i una Copa Generalitat.
D'ençà dels anys 2020, l'equip és considerat un dels millors equips de futbol en els àmbits europeu i internacional. De fet, durant la temporada 2023-2024 es va convertir en el primer equip que guanyava la Supercopa, la Copa, la Lliga i la Lliga de Campions. Algunes de les capitanes de l'equip han estat Alèxia Putellas, Marta Torrejón, Sandra Paños, Patri Guijarro i Irene Paredes.

## Història

### Els primers anys (1970-1988)
El primer partit de futbol que jugà un equip femení fou el dia de Nadal de 1970, amb motiu d'un festival benèfic. El partit, arbitrat per un presentador de ràdio i televisió -Mario Beut-, enfrontà al Camp Nou les jugadores blaugranes sota el nom de Selecció Ciutat de Barcelona, entrenades per Antoni Ramallets, contra la UE Centelles. Posteriorment, el Barcelona participà en el primer campionat oficiós de Catalunya (1971-72), sota el nom de Penya Femenina Barcelonista. El 29 de novembre de 1983 es canvia el nom a Club Femení Barcelona, que feia servir els colors, distintius i instal·lacions del club, tot i que sense ser-ne una secció oficial. El 29 de juny de 1985 guanya el seu primer títol oficial, la Copa Generalitat.

### Primera època daurada (1988-2001)
El CF Barcelona fou un dels nou equips fundadors de la primera Lliga Nacional, la temporada 1988-89. Durant aquells anys es va mantenir sense problemes a la màxima categoria i va obtenir els seus èxits més grans a la Copa de la Reina, de la qual va ser finalista el 1991 i campió el 1994.
Amb la desaparició de la Lliga Nacional el 1996, l'equip va competir a un dels quatre grups de la Divisió d'Honor que la va substituir.

### Anys grisos (2001-2007)
El 2001 es crea la Superlliga femenina; però el Femení no la va jugar perquè el club no va voler pagar els 3 milions de pessetes d'inscripció (18.000€), malgrat gaudir d'un pressupost de 154.225.000€. Per aquest motiu, va romandre a Primera Nacional, la segona categoria espanyola. El 2 de juliol de 2002 el FC Barcelona va incorporar definitivament el futbol femení com a secció oficial, donant lloc al FC Barcelona femení. Després de tres intents, la temporada 2003-04 es va superar la promoció d'ascens i l'equip va ascendir a la Superlliga.
Amb l'ascens, l'equip va obtenir cert ressò mediàtic la temporada 2004-05 amb el fitxatge de l'internacional mexicana Maribel Domínguez. Tot i això, la inversió no es va traduir en una millora de l'equip i, després de dues temporades sense grans resultats, es va perdre la categoria la temporada 2006-07, quan, fins i tot es va parlar de la desaparició de l'equip.

### Ressorgiment (2007-2010)
Amb l'equip a Segona divisió, Xavi Llorens va ser fitxat com a nou entrenador. Amb ell, la secció va entrar en una dinàmica de creixement constant i l'equip no només va retornar a la Superlliga al final de la temporada 2007-08, sinó que, a les temporades següents, va situar-se als llocs capdavanters de la competició. A més, des de l'any 2009 s'ha adjudicat cinc de les darreres sis edicions de la Copa Catalunya.

### Nova època daurada (2010-2019)

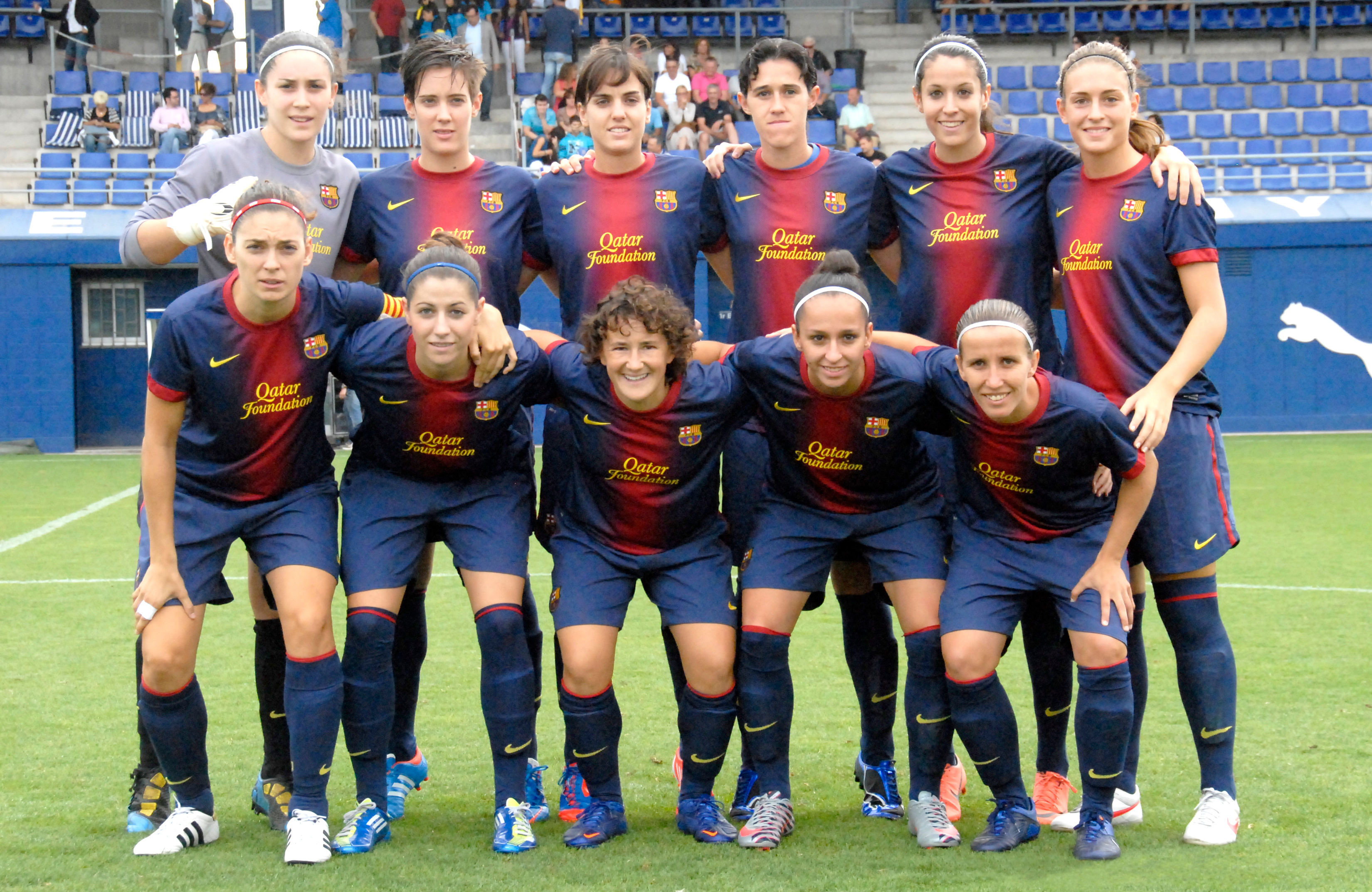
L'equip la temporada 2012-2013.

A partir del 2010 la progressió de l'equip es va traduir en la consecució de títols estatals.
La temporada 2010-11 va culminar amb la consecució de la segona Copa de la Reina de la secció, en vèncer el RCD Espanyol per 1-0.
A la temporada 2011-12 la secció va aconseguir el primer campionat de Lliga de la seva història, en dura competència amb l'Athletic Club de Bilbao.
A la temporada 2012-13 l'equip va assolir el doblet: el segon campionat de Lliga, novament en dura lluita contra l'Athletic Club de Bilbao i la tercera Copa de la Reina, en vèncer el Prainsa Zaragoza a la final (4-0).
A la temporada 2013-14 l'equip va assolir un nou doblet guanyant el campionat de Lliga per tercera vegada consecutiva i la quarta Copa de la Reina davant l'Athletic Club de Bilbao (1-1, 5-4 als penals).
A la temporada 2014-15 va conquerir-se novament la lliga, per quarta vegada i de manera consecutiva. En total, el FC Barcelona femení va aconseguir quatre lligues i tres copes des de la temporada 2010-11 fins a la 2014-15.
A la temporada 2015-16 l'equip queda en segona posició en ambdues competicions estatals.
A la temporada 2016-17 l'equip guanya la seva cinquena Copa de la Reina en vèncer l'Atlètic de Madrid a la final per (4-1). A la lliga queda en segona posició i per primer cop s'assoleixen les semifinals de la Lliga de Campions. A la fi de la temporada, Xavi Llorens anuncia que deixa la banqueta blaugrana.

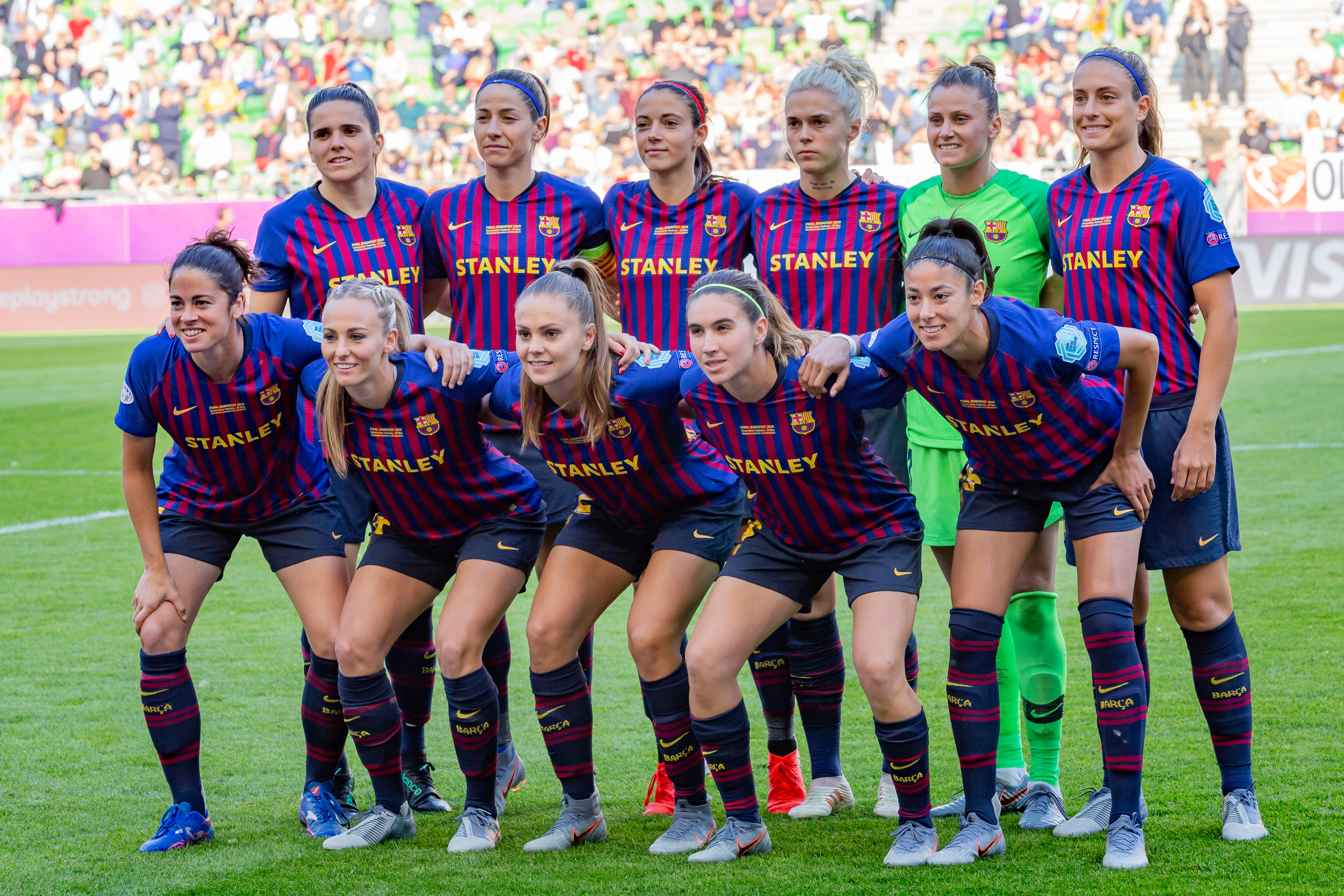
L'equip per la final de la Lliga de Campions 2019.

La temporada 2017-18 l'equip guanya la seva sisena Copa de la Reina en vèncer l'Atlètic de Madrid a la final per (1-0). A la lliga queda en segona posició i s'assoleixen els quarts de final de la Lliga de Campions en la primera temporada de Fran Sánchez a la banqueta de les blaugranes.

### Primera Lliga de Campiones i triplet (2019-present)
Lluís Cortés es va fer càrrec del conjunt blaugrana el gener del 2019 en substitució de Fran Sánchez. La temporada 2018-19 quedarà marcada per l'arribada a la seva primera final de la Lliga de Campions que perdrà contra l'Olympique de Lió (4-1). A la resta de competicions no s'assoleixen els objectius; a la Lliga es queda en 2a posició i a la Copa de la Reina l'equip arriba a les semifinals.
La temporada 2019-20 l'equip guanya 4 títols, que són la Copa de Catalunya, després la primera edició de la Supercopa i posteriorment la Lliga, atès que després de la interrupció del campionat de Lliga pel risc públic de contagi de la COVID-19, la Reial Federació Espanyola de Futbol va decidir la seva finalització i proclamar campió el FC Barcelona. Finalment, l'equip també guanyà la Copa de la Reina. A la Lliga de Campions s'arribà a semifinals.
El 16 de maig del 2021, una setmana després de proclamar-se campiones de la Lliga Iberdrola, arriba per segona vegada a la final de la Lliga de Campions disputada a Göteborg, i assoleix una fita històrica en guanyar per primer cop la Copa d'Europa després de golejar al Chelsea (4 a 0). El dia 30 de maig després de vèncer el Llevant (4-2) també guanya la Copa de la Reina, que s'uneix als altres dos títols aconseguits prèviament, la Lliga i la Champions League, i assoleix el triplet per primera vegada. D'aquesta manera, l'equip de futbol sènior femení va ser el primer equip blaugrana femení i estatal en aconseguir el triplet. Amb aquest Triplet, el Barça es converteix en el primer club del futbol europeu que ha aconseguit el triplet tant amb l'equip masculí com amb el femení. Al final de la temporada es va anunciar que l'entrenador Lluís Cortés deixaria la banqueta atès que el desgast i l'exigència de les darreres temporades havien generat problemes en la relació de l'entrenador amb les jugadores. Pocs dies després el club va fer oficial que Jonatan Giráldez, que havia estat l'assistent de Cortés les dues últimes temporades i mitja, seria el nou entrenador del Barça femení i que signava per a una temporada, fins al 30 de juny del 2022, amb opció a una segona temporada.
En l'inici de la temporada 2021-22 per primera vegada a la història, el FC Barcelona Femení va participar en el Trofeu Joan Gamper femení, tradicional festa blaugrana de presentació de l'equip abans de l'inici de temporada. En el dia del seu debut, que va ser el 8 d'agost de l'any 2021, el conjunt blaugrana femení va guanyar la Juventus per 6 a 0. Tres mesos més tard, els èxits i el gran moment de l'equip van impulsar Alexia Putellas a ser escollida guanyadora de la Pilota d'Or 2021 com a millor futbolista del món, convertint-se en la primera futbolista catalana (home o dona) que guanyava aquest premi que organitza la revista France Football.
Després de no encaixar cap derrota a la Lliga, el Barça es proclamà campió a la jornada 24 de la Primera Iberdrola en un partit contra el Reial Madrid a l'Estadi Johan Cruyff que acabà amb un resultat de 5 a 0. L'equip va tancar una lliga perfecta, convertint-se en el primer club capaç de guanyar tots els 30 partits de la Lliga Iberdrola.

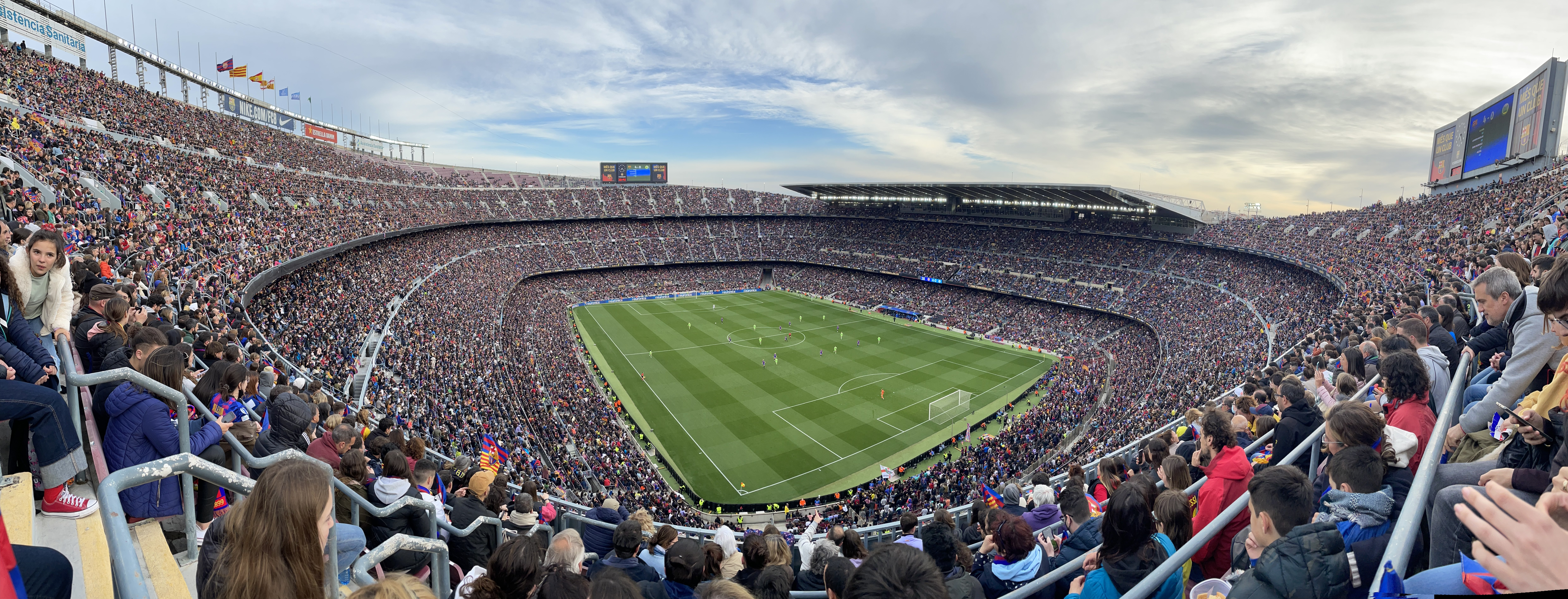
Camp Nou en el partit del Barça contra el Wolfsburg, en l'anada de les semifinals de la Lliga de Campions Femenina de la UEFA, amb 91.648 espectadors, 22 abril 2022.

En els quarts de final de Champions League el Barça disputà la tornada, contra el Reial Madrid, a l'Spotify Camp Nou el 30 de març en un partit on es va batre el rècord mundial d'assistència a un partit de futbol femení (91.553 espectadors). La victòria per 5 a 2 i un resultat global en l'eliminatòria de 8 a 3 va permetre a l'equip blaugrana seguir a les semifinals contra el Wolfsburg. Les entrades per assistir al partit contra el Wolfsburg, que també es programà per al Spotify Camp Nou, s'esgotaren a les 24 hores de posar-se a la venda per a socis i al mateix dia que estigueren disponibles per al públic. En el següent partit de semifinals de Lliga de Campions, el 22 d'abril es va tornar a batre el rècord contra el VfL Wolfsburg amb 91.648 espectadors.
Finalment, l'equip va assolir el triplet estatal amb la Lliga, la Copa de la Reina i la Supercopa d'Espanya, a banda del subcampionat europeu després de perdre per 1-3 contra l'Olympique de Lió al Juventus Stadium de Torí.
La temporada 2022/23, l'equip va guanyar la Lliga i la Supercopa d'Espanya, i el major èxit va ser conquerir la segona Champions League al guanyar al Verein für Leibesübungen Wolfsburg Frauen (3-2) al Philips Stadion d'Eindhoven.

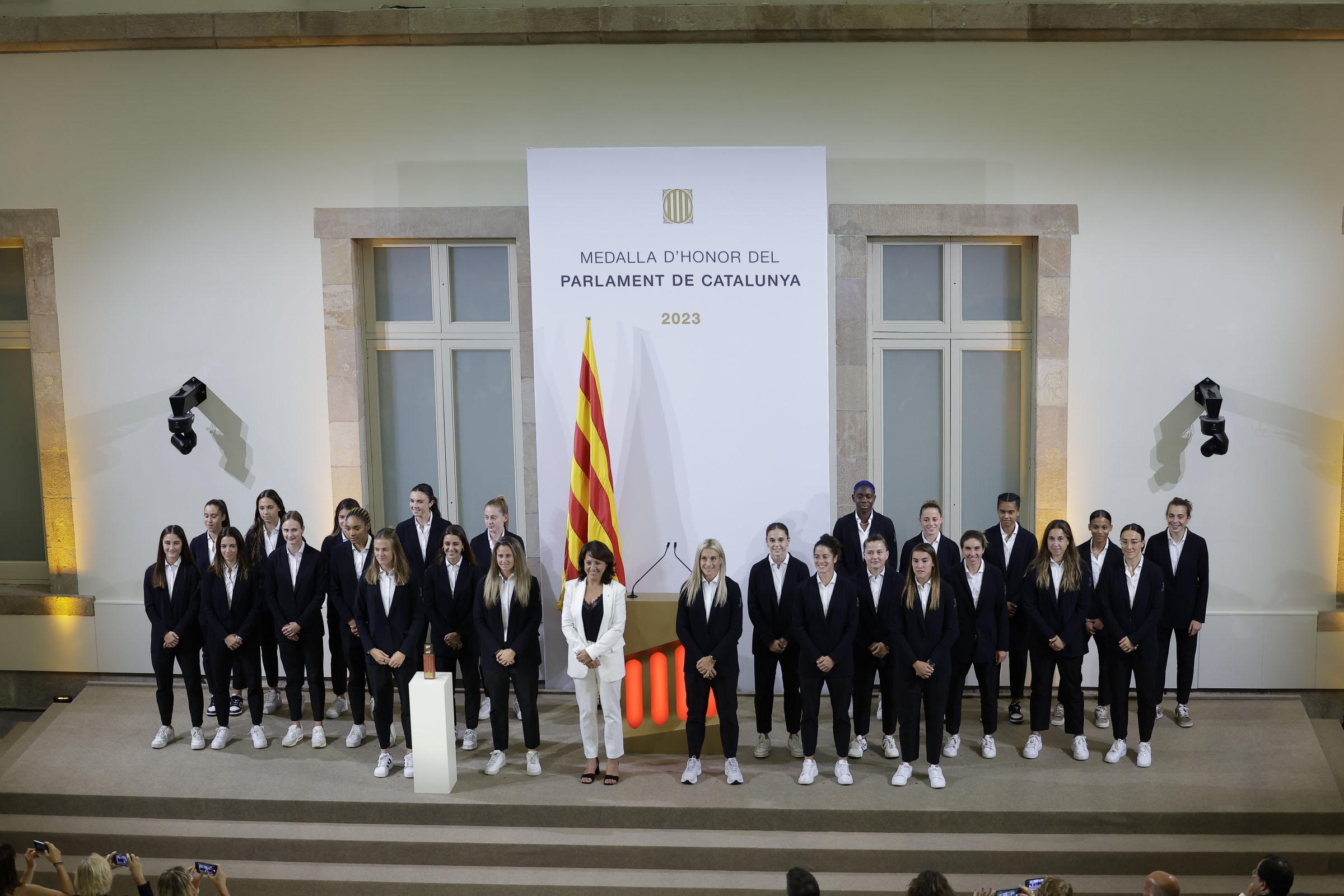
Entrega de la Medalla d'Honor al Barça Femení

La temporada 2023/24 va tornar a ser brillant a nivell de títols, ja que l'equip es va imposar a totes les competicions que va disputar. Així doncs, malgrat que l'entrenador, Jonatan Giráldez va anunciar al desembre que plegaria, l'equip va mantenir el nivell d'excel·lència precedent i va guanyar la Supercopa, la Copa, la Lliga –on va guanyar tots els partits excepte un, el primer empat a l'estadi Johan Cruyff– i la Lliga de Campions, a la final de la qual va derrotar l'Olympique de Lió, l'únic equip a qui mai no havien pogut vèncer.
A banda dels títols esportius, el 13 de setembre, el Parlament de Catalunya va distingir el Barça Femení amb la Medalla d'Honor en categoria d'or. Les jugadores premiades van ser les cinc capitanes, Alexia Putellas, Marta Torrejón, Sandra Paños, Patri Guijarro i Irene Paredes, les jugadores del primer equip, Aitana Bonmatí, Mapi León, Jana Fernández, Claudia Pina, Salma Paralluelo, Mariona Caldentey, Caroline Graham Hansen, Cata Coll, Lucy Bronze, Bruna Vilamala, Asisat Oshoala, Keira Walsh, Ona Batlle, Ingrid Engen, Esmee Brugts i Gemma Font, i les jugadores del Barça B en dinàmica de primer equip, Giulia Dragoni, Vicky López, Martina Fernández i Lucía Corrales.
A més, Aitana Bonmatí va continuar rebent premis i reconeixements individuals en reconeixement de la seva temporada anterior. A l'octubre, va rebre la Pilota d'Or a la millor jugadora del món; al gener va ser escollida millor jugadora del món a la prestigiosa llista de les 100 millors jugadores de The Guardian i va guanyar el Premi The Best FIFA i a l'abril també va rebre el premi Laureus a la millor esportista, esdevenint la primera futbolista que ho aconseguia.

## Classificacions

### Lliga (10 títols)
Font: Hemeroteca de El Mundo Deportivo
| - 1988-89: Superlliga (4t) - 1989-90: Superlliga (5è) - 1990-91: Superlliga (6è) - 1991-92: Superlliga (2n) - 1992-93: Superlliga (3r) - 1993-94: Superlliga (2n) - 1994-95: Superlliga (7è) - 1995-96: Superlliga (8è) - 1996-97: Primera Nacional, Gr. 3 (4t) - 1997-98: Primera Nacional, Gr. 3 (1r) - 1997-98: Primera Nacional, Gr. 3 (1r) | - 1998-99: Primera Nacional, Gr. 3 (5è) - 1999-2000: Primera Nacional, Gr. 3 (6è) - 2000-01: Primera Nacional, Gr. 3 (4t) - 2001-02: Primera Nacional, Gr. 3 (1r) - 2002-03: Primera Nacional, Gr. 3 (1r) - 2003-04: Primera Nacional, Gr. 3 (1r) - 2004-05: Superlliga (9è) - 2005-06: Superlliga (8è) - 2006-07: Superlliga (14è) | - 2007-08: Primera Nacional, Gr. 3 (1r) - 2008-09: Superlliga (6è) - 2009-10: Superlliga (5è) - 2010-11: Superlliga (4t) - 2011-12: Primera Divisió (1r) - 2012-13: Primera Divisió (1r) - 2013-14: Primera Divisió (1r) - 2014-15: Primera Divisió (1r) - 2015-16: Primera Divisió (2n) | - 2016-17: Primera Divisió (2n) - 2017-18: Primera Divisió (2n) - 2018-19: Primera Divisió (2n) - 2019-20: Primera Divisió (1r) - 2020-21: Primera Divisió (1r) - 2021-22: Primera Divisió (1r) - 2022-23: Primera Divisió (1r) - 2023-24: Primera Divisió (1r) - 2024-25: Primera Divisió (1r) |

 - Campionat de Lliga 

 - Ascens 

 - Descens
Entre 1996 i 2001 no va existir la Superlliga i va ser substituïda per 4 grups de Primera Nacional d'àmbit geogràfic on els campions disputaven el títol. Des de 2001 la Primera Nacional fou la segona categoria.

Des de 2011 la Superlliga es diu Primera Divisió.

### Lliga de Campions (3 títols)
| Edició  | Fase prèvia ¹ | Setzens de final | Vuitens de final     | Quarts de final            | Semifinals          | Final            |  |
| ------- | ------------- | ---------------- | -------------------- | -------------------------- | ------------------- | ---------------- |  |
| 2012/13 |               | Arsenal FC       |                      |                            |                     |                  |  |
| 2013/14 |               | Brøndby IF       | FC Zürich            | VfL Wolfsburg              |                     |                  |  |
| 2014/15 |               | Slavia Praga     | Bristol Academy      |                            |                     |                  |  |
| 2015/16 |               | BIIK Kazygurt    | FC Twente            | Paris Saint-Germain        |                     |                  |  |
| 2016/17 |               | FC Minsk         | FC Twente            | FC Rosengård               | Paris Saint-Germain |                  |  |
| 2017/18 |               | Avaldsnes IL     | Gintra Universitetas | Olympique Lió              |                     |                  |  |
| 2018/19 |               | BIIK Kazygurt    | Glasgow City         | LSK Kvinner                | Bayern Múnic        | Olympique Lió    |  |
| 2019/20 |               | Juventus         | FC Minsk             | Atlético de Madrid         | VfL Wolfsburg       |                  |  |
| 2020/21 |               | PSV              | Fortuna Hjørring     | Manchester City            | PSG                 | Chelsea          |  |
| 2021/22 |               |                  |                      | Reial Madrid               | VfL Wolfsburg       | Olympique Lió    |  |
| 2022/23 |               |                  |                      | Associazione Sportiva Roma | Chelsea             | VfL Wolfsburg    |  |
| 2023/24 |               |                  |                      | SK Brann Kvinner           | Chelsea             | Olympique de Lió |  |
| 2024/25 |               |                  |                      | VfL Wolfsburg              | Chelsea             | Arsenal Women    |  |

- ¹ Fase de grups. Equip classificat millor posicionat en cas d'eliminació o equip eliminat millor posicionat en cas de classificació.

### Copa de la Reina (11 títols)
Font: Hemeroteca de El Mundo Deportivo
| - 1988-89: No classificat - 1989-90: No classificat - 1990-91: Finalista - 1991-92: 1/8 final - 1992-93: 1/16 final - 1993-94: Campiones - 1994-95: 1/16 final - 1995-96: 1/8 final - 1996-97: No classificat - 1997-98: 1/8 final | - 1998-99: No classificat - 1999-2000: No classificat - 2000-01: No classificat - 2001-02: No classificat - 2002-03: No classificat - 2003-04: No classificat - 2004-05: No classificat - 2005-06: 1/4 final - 2006-07: No classificat | - 2007-08: No classificat - 2008-09: Semifinalista - 2009-10: Semifinalista - 2010-11: Campiones - 2011-12: Semifinalista - 2012-13: Campiones - 2013-14: Campiones - 2014-15: Semifinalista - 2015-16: Finalista | - 2016-17: Campiones - 2017-18: Campiones - 2018-19: Semifinalista - 2019-20: Campiones - 2020-21: Campiones - 2021-22: Campiones - 2022-23: Desqualificades - 2023-24 Campiones - 2024-25 Campiones |

 - Campionat de Copa

### Supercopa d'Espanya (5 títols)
Font: Hemeroteca de El Mundo Deportivo
| - 2020: Campiones - 2022: Campiones - 2023: Campiones - 2024: Campiones | - 2025: Campiones |

### Copa Catalunya (11 títols)
La Copa Catalunya es disputa anualment des del 2005. Segueix el model de la competició masculina del mateix nom vigent des del 1984, amb successives eliminatòries i final a partit únic.
Font: Hemeroteca de El Mundo Deportivo
| - 2005: Finalista - 2006: Finalista - 2007: Finalista - 2008: Finalista | - 2009: Campiones - 2010: Campiones - 2011: Campiones - 2012: Campiones | - 2013: Finalista - 2014: Campiones - 2015: Campiones - 2016: Campiones | - 2017: Campiones - 2018: Campiones - 2019: Campiones - 2025: Campiones |

 - Campionat de Copa Catalunya

### Copa Generalitat (1 títol)
Font: Hemeroteca FCBarcelona
- 1985: Campiones

### Trajectòria
| Temporada | Lliga                         | Lliga              | Lliga | Lliga | Lliga | Lliga | Lliga | Lliga | Lliga | Lliga                       | Copa de la Reina      | Supercopa d'Espanya | Lliga de Campions | Copa Catalunya | Promoció                                     | Entrenador                      | President                        |
| --------- | ----------------------------- | ------------------ | ----- | ----- | ----- | ----- | ----- | ----- | ----- | --------------------------- | --------------------- | ------------------- | ----------------- | -------------- | -------------------------------------------- | ------------------------------- | -------------------------------- |
| Temporada | Divisió                       | Posició            | J     | G     | E     | P     | GF    | GC    | Punts | Pitxitxi                    | Copa de la Reina      | Supercopa d'Espanya | Lliga de Campions | Copa Catalunya | Promoció                                     | Entrenador                      | President                        |
| 1988/1989 | Lliga Nacional                | 4ª                 | 16    | 7     | 6     | 3     | 29    | 24    | 20    |                             | Renúncia              |                     |                   |                |                                              | Ramon Carrión                   | Josep Lluís Núñez                |
| 1989/1990 | Lliga Nacional                | 5ª                 | 22    | 9     | 4     | 9     | 48    | 40    | 22    |                             | Renúncia              |                     |                   |                |                                              | Ramon Carrión/Luis de la Pena   | Josep Lluís Núñez                |
| 1990/1991 | Lliga Nacional Fase prèvia G3 | 1a                 | 10    | 8     | 0     | 2     | 27    | 11    | 16    |                             | Subcampiones          |                     |                   |                |                                              | Luis de la Pena                 | Josep Lluís Núñez                |
| 1990/1991 | Lliga Nacional Fase final     | 6ª                 | 14    | 5     | 1     | 8     | 22    | 39    | 11    |                             | Subcampiones          |                     |                   |                |                                              | Luis de la Pena                 | Josep Lluís Núñez                |
| 1991/1992 | Lliga Nacional                | 2ª                 | 14    | 9     | 1     | 4     | 38    | 16    | 19    |                             | Semifinals            |                     |                   |                |                                              | Luis de la Pena                 | Josep Lluís Núñez                |
| 1992/1993 | Lliga Nacional                | 3ª                 | 12    | 6     | 4     | 2     | 25    | 18    | 16    |                             | 1/16                  |                     |                   |                |                                              | Luis de la Pena                 | Josep Lluís Núñez                |
| 1993/1994 | Lliga Nacional                | 3ª                 | 18    | 13    | 2     | 3     | 47    | 18    | 41    |                             | Campiones             |                     |                   |                |                                              | Luis de la Pena                 | Josep Lluís Núñez                |
| 1994/1995 | Lliga Nacional                | 7ª                 | 18    | 5     | 5     | 8     | 27    | 38    | 20    |                             | 1/16                  |                     |                   |                |                                              | Luis de la Pena                 | Josep Lluís Núñez                |
| 1995/1996 | Lliga Nacional                | 8ª                 | 16    | 5     | 1     | 10    | 24    | 34    | 16    |                             | 1/8                   |                     |                   |                |                                              | Luis de la Pena/Jordi Castel    | Josep Lluís Núñez                |
| 1996/1997 | Divisió Honor Fase prèvia G3  | 4ª                 | 26    | 20    | 1     | 5     | 103   | 28    | 61    |                             | No classificat        |                     |                   |                |                                              | Luis de la Pena                 | Josep Lluís Núñez                |
| 1997/1998 | Divisió Honor Fase prèvia G3  | 2ª                 | 25    | 20    | 3     | 2     | 137   | 25    | 63    |                             | Retirat a fase prèvia |                     |                   |                |                                              | Luis de la Pena                 | Josep Lluís Núñez                |
| 1998/1999 | Divisió Honor Fase prèvia G3  | 4ª                 | 26    | 18    | 3     | 5     | 99    | 41    | 57    |                             | No classificat        |                     |                   |                |                                              | Salvador Casals                 | Josep Lluís Núñez                |
| 1999/2000 | Divisió Honor Fase prèvia G3  | 6ª                 | 24    | 13    | 2     | 9     | 76    | 49    | 41    |                             | No classificat        |                     |                   |                |                                              | Salvador Casals                 | Josep Lluís Núñez                |
| 2000/2001 | Divisió Honor Fase prèvia G3  | 4ª                 | 26    | 17    | 3     | 6     | 97    | 40    | 54    |                             | 1/8                   |                     |                   |                |                                              | Salvador Casals                 | Joan Gaspart                     |
| 2001/2002 | 1a Nac Grup 3 2ªdiv           | 1a Cau lligueta    | 26    | 23    | 3     | 0     | 123   | 26    | 72    |                             | No classificat        |                     | No classificat    |                | 4–1 Amigos del Duero, 0–3 Leioa              | Salvador Casals/Natalia Astrain | Joan Gaspart                     |
| 2002/2003 | 1a Nac Grup 3 2ªdiv           | 1a Cau lligueta    | 26    | 22    | 4     | 0     | 138   | 20    | 70    |                             | No classificat        |                     | No classificat    |                | 13–0 Gijón, 1–2 Lagunak                      | Natalia Astrain                 | Joan Gaspart                     |
| 2003/2004 | 1a Nac Grup 3 2ªdiv           | 1a Guanya lligueta | 26    | 23    | 2     | 1     | 101   | 17    | 71    |                             | No classificat        |                     | No classificat    |                | At Madrid 1-0, Rayco 6-1; 1-0 i 2-3Oiuartzun | Natalia Astrain                 | Joan Laporta                     |
| 2004/2005 | Superlliga                    | 9ª                 | 26    | 8     | 5     | 13    | 42    | 59    | 29    | Adriana Martín (22)         | No classificat        |                     | No classificat    |                |                                              | Natalia Astrain                 | Joan Laporta                     |
| 2005/2006 | Superlliga                    | 8ª                 | 24    | 8     | 4     | 12    | 39    | 51    | 28    | Patty Pérez (8)             | 1/4                   |                     | No classificat    | Finalista      |                                              | Natalia Astrain                 | Joan Laporta                     |
| 2006/2007 | Superlliga                    | 14ª descens        | 26    | 4     | 4     | 18    | 26    | 58    | 16    | Marta Unzué (6)             | No classificat        |                     | No classificat    | Finalista      |                                              | Xavi Llorens                    | Joan Laporta                     |
| 2007/2008 | 1a Nac Grup 3 2ªdiv           | 1a Guanya lligueta | 26    | 2     | 2     | 2     | 128   | 17    | 68    |                             | No classificat        |                     | No classificat    | Finalista      | 3–1 Pozuelo, 7–1 El Olivo                    | Xavi Llorens                    | Joan Laporta                     |
| 2008/2009 | Superlliga                    | 6ª                 | 30    | 14    | 7     | 9     | 48    | 32    | 49    | Mari Paz Vilas (13)         | Semifinals            |                     | No classificat    | Finalista      |                                              | Xavi Llorens                    | Joan Laporta                     |
| 2009/2010 | Superlliga                    | G2 2ª              | 12    | 8     | 2     | 2     | 26    | 7     | 26    | Marta Cubí (11) o (13)      | 3r lloc               |                     | No classificat    | Campiones      |                                              | Xavi Llorens                    | Joan Laporta                     |
| 2009/2010 | Superlliga                    | G1 5ª              | 14    | 5     | 2     | 7     | 16    | 22    | 17    | Marta Cubí (11) o (13)      | 3r lloc               |                     | No classificat    | Campiones      |                                              | Xavi Llorens                    | Joan Laporta                     |
| 2010/2011 | Superlliga                    | G2 2ª              | 14    | 10    | 1     | 3     | 40    | 13    | 31    | Olga García (16)            | Campiones             |                     | No classificat    | Campiones      |                                              | Xavi Llorens                    | Sandro Rosell                    |
| 2010/2011 | Superlliga                    | G1 4ª              | 14    | 5     | 4     | 5     | 13    | 13    | 19    | Olga García (16)            | Campiones             |                     | No classificat    | Campiones      |                                              | Xavi Llorens                    | Sandro Rosell                    |
| 2011/2012 | Primera divisió               | 1a                 | 34    | 31    | 1     | 2     | 119   | 19    | 94    | Sonia Bermúdez (38)         | Semifinals            |                     | No classificat    | Campiones      |                                              | Xavi Llorens                    | Sandro Rosell                    |
| 2012/2013 | Primera divisió               | 1a                 | 30    | 24    | 4     | 2     | 91    | 13    | 76    | Sonia Bermúdez (21)         | Campiones             |                     | 1/16              | Campiones      |                                              | Xavi Llorens                    | Sandro Rosell                    |
| 2013/2014 | Primera divisió               | 1a                 | 30    | 25    | 4     | 1     | 82    | 11    | 79    | Sonia Bermúdez (28)         | Campiones             |                     | 1/4               | Finalista      |                                              | Xavi Llorens                    | Rosell i Bartomeu                |
| 2014/2015 | Primera divisió               | 1a                 | 30    | 25    | 2     | 3     | 93    | 9     | 77    | Sonia Bermúdez (22)         | Semifinals            |                     | 1/8               | Campiones      |                                              | Xavi Llorens                    | Josep Mª Bartomeu                |
| 2015/2016 | Primera divisió               | 2ª                 | 30    | 24    | 5     | 1     | 98    | 12    | 77    | Jennifer Hermoso (24)       | Subcampiones          |                     | 1/4               | Campiones      |                                              | Xavi Llorens                    | Josep Mª Bartomeu                |
| 2016/2017 | Primera divisió               | 2ª                 | 30    | 24    | 3     | 3     | 98    | 13    | 75    | Jennifer Hermoso (35)       | Campiones             |                     | Semifinals        | Campiones      |                                              | Xavi Llorens                    | Josep Mª Bartomeu                |
| 2017/2018 | Primera divisió               | 2ª                 | 30    | 24    | 4     | 2     | 98    | 12    | 76    | Andressa Alves (12)         | Campiones             |                     | 1/4               | Campiones      |                                              | Fran Sánchez                    | Josep Mª Bartomeu                |
| 2018/2019 | Primera divisió               | 2ª                 | 30    | 25    | 3     | 2     | 94    | 15    | 78    | Alexia Putellas (16)        | Subcampiones          |                     | Subcampiones      | Campiones      |                                              | Fran Sánchez/ Lluís Cortés      | Josep Mª Bartomeu                |
| 2019/2020 | Primera divisió               | 1a                 | 21    | 19    | 2     | 0     | 86    | 6     | 59    | Jennifer Hermoso (23)       | Campiones             | Campiones           | Semifinals        | Campiones      |                                              | Lluís Cortés                    | Josep Mª Bartomeu                |
| 2020/2021 | Primera divisió               | 1a                 | 34    | 33    | 0     | 1     | 167   | 15    | 99    | Jennifer Hermoso (31)       | Campiones             |                     | Campiones         |                |                                              | Lluís Cortés                    | Josep Mª Bartomeu / Joan Laporta |
| 2021/2022 | Primera divisió               | 1a                 | 30    | 30    | 0     | 0     | 148   | 11    | 90    | Asisat Oshoala (20)         | Campiones             | Campiones           | Subcampiones      |                |                                              | Jonatan Giráldez                | Joan Laporta                     |
| 2022/2023 | Primera divisió               | 1a                 | 30    | 28    | 1     | 1     | 118   | 10    | 85    | Asisat Oshoala (21)         | Desqualificades       | Campiones           | Campiones         |                |                                              | Jonatan Giráldez                | Joan Laporta                     |
| 2023/2024 | Primera divisió               | 1a                 | 30    | 29    | 1     | 0     | 137   | 10    | 88    | Caroline Graham Hansen (21) | Campiones             | Campiones           | Campiones         |                |                                              | Jonatan Giráldez                | Joan Laporta                     |
| 2024/2025 | Primera divisió               | 1a                 | 30    | 28    | 0     | 2     | 128   | 16    | 84    | Ewa Pajor (25)              | Campiones             | Campiones           | Subcampiones      | Campiones      |                                              | Pere Romeu                      | Joan Laporta                     |
| 2025/2026 | Primera divisió               | 1a                 | 30    |       |       |       |       |       |       |                             |                       |                     |                   |                |                                              | Pere Romeu                      | Joan Laporta                     |

## Estadi

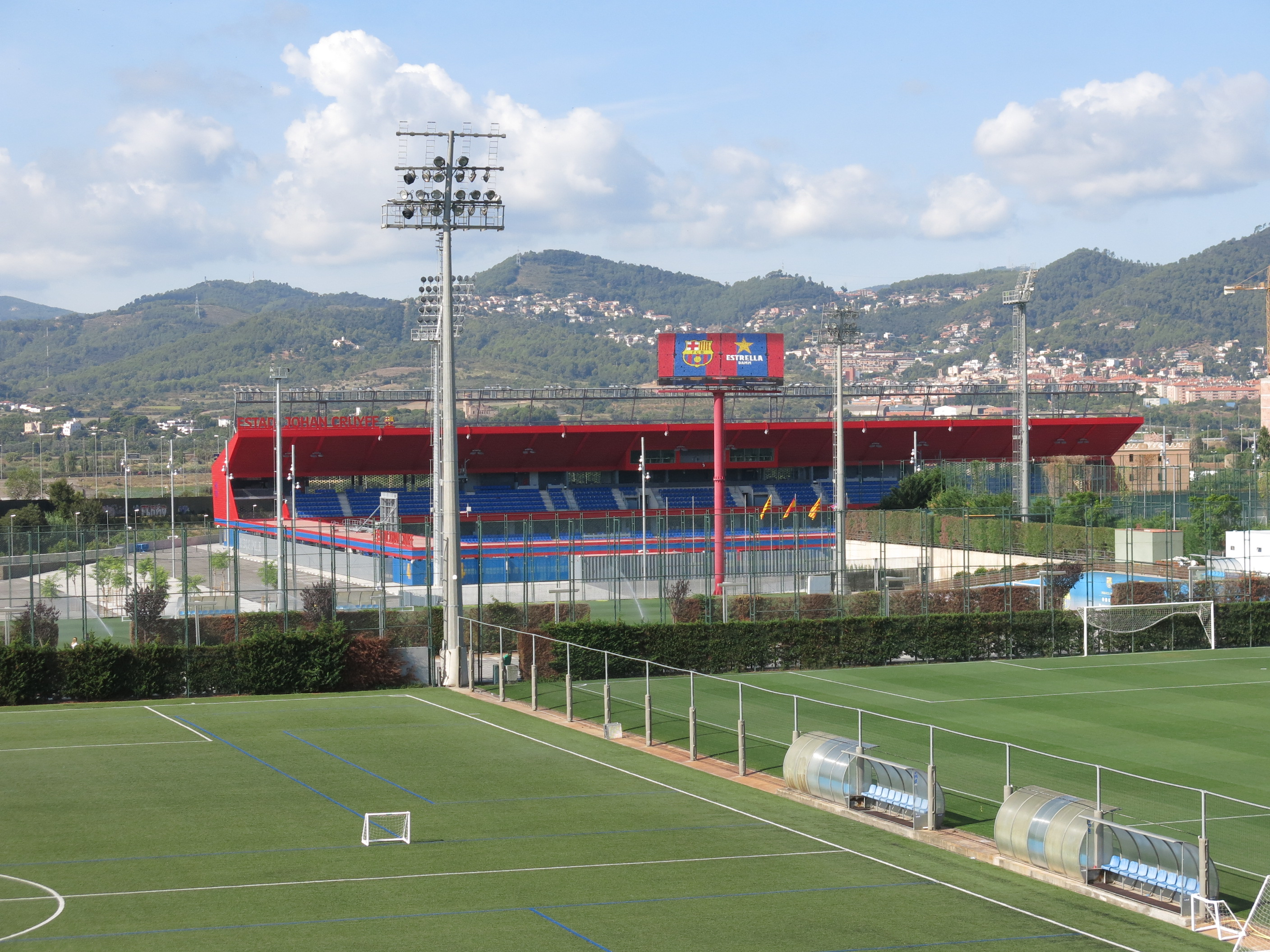
Estadi Johan Cruyff des de l'exterior

L'equip va començar jugant els seus partits en camps de terra en camps annexos al Camp Nou. Posteriorment a la Ciutat Esportiva Joan Gamper, un complex esportiu inaugurat l'1 de juny del 2006. En els darrers anys, també es va competir en el Mini Estadi on es jugaven alguns partits de lliga i tota la Lliga de Campions. A partir de la temporada 2019-20, l'equip disputa tots els seus partits en el nou Estadi Johan Cruyff. El 6 de gener de 2021, per commemorar els 50 anys del primer partit de l'equip, es va jugar el derbi català contra el RCD Espanyol al Camp Nou.
El Camp Nou va ser l'escenari del rècord mundial d'espectadors en un partit de futbol femení, amb 91.553 espectadors, el 30 de març del 2022, en un partit de Lliga de Campions del Barça contra el Madrid que va guanyar l'equip local per 5 a 2. Va ser el segon partit oficial de l'equip a l'estadi el primer amb presència del públic. En el següent partit de semifinals de Lliga de Campions, el 22 d'abril es va tornar a batre el rècord contra el VfL Wolfsburg (femení) amb 91.648 espectadors.

## Dades del Club
- Temporades a Primera Categoria (Superlliga/Primera Nacional) (33): 1988 a 2001, 2004 a 2007 i 2008 a 2025
- Temporades a Segona Categoria (Primera Nacional) (4): 2001-02, 2002-03, 2003-04 i 2007-08

## Jugadores i cos tècnic

### Plantilla 2024-2025
La plantilla i el cos tècnic del primer equip per a l'actual temporada són els següents:
| N. | Pos. | Nac. | Jugador                |
| -- | ---- | --- | ---------------------- |
| 1  | POR  | [[Fitxer:Flag of Catalonia.svg\|23x15px\|border \|alt=Catalunya\|link=Selecció de futbol de Catalunya\|{{#if:\|]]                        | Gemma Font             |
| 2  | DEF  | [[Fitxer:Flag of the Basque Country.svg\|23x15px\|border \|alt=País Basc\|link=Selecció de futbol del País Basc\|{{#if:\|]]              | Irene Paredes 5a       |
| 4  | DEF  | [[Fitxer:Flag of Aragon.svg\|23x15px\|border \|alt=Aragó\|link=Selecció de futbol d'Aragó\|{{#if:\|]]                                    | Mapi León              |
| 5  | DEF  | [[Fitxer:Flag of Catalonia.svg\|23x15px\|border \|alt=Catalunya\|link=Selecció de futbol de Catalunya\|{{#if:\|]]                        | Jana Fernández         |
| 7  | DAV  | [[Fitxer:Flag of Aragon.svg\|23x15px\|border \|alt=Aragó\|link=Selecció de futbol d'Aragó\|{{#if:\|]]                                    | Salma Paralluelo       |
| 8  | DEF  | [[Fitxer:Flag of Catalonia.svg\|23x15px\|border \|alt=Catalunya\|link=Selecció de futbol de Catalunya\|{{#if:\|]]                        | Marta Torrejón 2a      |
| 9  | DAV  | [[Fitxer:Flag of Catalonia.svg\|23x15px\|border \|alt=Catalunya\|link=Selecció de futbol de Catalunya\|{{#if:\|]]                        | Clàudia Pina           |
| 10 | DAV  | [[Fitxer:Flag of Norway.svg\|23x15px\|border \|alt=Noruega\|link=Selecció de futbol de Noruega\|{{#if:\|]]                               | Caroline Graham Hansen |
| 11 | DAV  | [[Fitxer:Flag of Catalonia.svg\|23x15px\|border \|alt=Catalunya\|link=Selecció de futbol de Catalunya\|{{#if:\|]]                        | Alèxia Putellas 1a     |
| 12 | MIG  | [[Fitxer:Flag of the Balearic Islands.svg\|23x15px\|border \|alt=Illes Balears\|link=Selecció de futbol de les Illes Balears\|{{#if:\|]] | Patricia Guijarro 4a   |
| 13 | POR  | [[Fitxer:Flag of the Balearic Islands.svg\|23x15px\|border \|alt=Illes Balears\|link=Selecció de futbol de les Illes Balears\|{{#if:\|]] | Cata Coll              |

| N. | Pos. | Nac. | Jugador                          |
| -- | ---- | --- | -------------------------------- |
| 14 | MIG  | [[Fitxer:Flag of Catalonia.svg\|23x15px\|border \|alt=Catalunya\|link=Selecció de futbol de Catalunya\|{{#if:\|]]                                   | Aitana Bonmatí                   |
| 16 | DAV  | [[Fitxer:Flag of Sweden.svg\|23x15px\|border \|alt=Suècia\|link=Selecció de futbol de Suècia\|{{#if:\|]]                                            | Fridolina Rolfö                  |
| 17 | DAV  | [[Fitxer:Flag of Poland.svg\|23x15px\|border \|alt=Polònia\|link=Selecció de futbol de Polònia\|{{#if:\|]]                                          | Ewa Pajor                        |
| 18 | MIG  | [[Fitxer:Flag of Portugal (official).svg\|23x15px\|border \|alt=Portugal\|link=Selecció de futbol de Portugal\|{{#if:\|]]                           | Kika Nazareth                    |
| 19 | MIG  | [[Fitxer:Flag of the Community of Madrid.svg\|23x15px\|border \|alt=Comunitat de Madrid\|link=Selecció de futbol de Comunitat de Madrid\|{{#if:\|]] | Vicky López                      |
| 20 | DEF  | [[Fitxer:Flag of Catalonia.svg\|23x15px\|border \|alt=Catalunya\|link=Selecció de futbol de Catalunya\|{{#if:\|]]                                   | Martina Fernández (fins a gener) |
| 21 | MIG  | [[Fitxer:Flag of England.svg\|23x15px\|border \|alt=Anglaterra\|link=Selecció de futbol d'Anglaterra\|{{#if:\|]]                                    | Keira Walsh (fins al gener)      |
| 22 | DEF  | [[Fitxer:Flag of Catalonia.svg\|23x15px\|border \|alt=Catalunya\|link=Selecció de futbol de Catalunya\|{{#if:\|]]                                   | Ona Batlle                       |
| 23 | DAV  | [[Fitxer:Flag of Norway.svg\|23x15px\|border \|alt=Noruega\|link=Selecció de futbol de Noruega\|{{#if:\|]]                                          | Ingrid Engen                     |
| 24 | MIG  | [[Fitxer:Flag of the Netherlands.svg\|23x15px\|border \|alt=Països Baixos\|link=Selecció de futbol dels Països Baixos\|{{#if:\|]]                   | Esmee Brugts                     |
| 25 | POR  | [[Fitxer:Flag of England.svg\|23x15px\|border \|alt=Anglaterra\|link=Selecció de futbol d'Anglaterra\|{{#if:\|]]                                    | Ellie Roebuck                    |

FC Barcelona Femení B
| N. | Pos. | Nac. | Jugador             |
| -- | ---- | --- | ------------------- |
| 28 | MIG  | [[Fitxer:Flag of Catalonia.svg\|23x15px\|border \|alt=Catalunya\|link=Selecció de futbol de Catalunya\|{{#if:\|]] | Alba Caño           |
| 30 | MIG  | [[Fitxer:Flag of Switzerland.svg\|23x16px\|border \|alt=Suïssa\|link=Selecció de futbol de Suïssa\|{{#if:\|]]     | Sydney Schertenleib |

| N. | Pos. | Nac. | Jugador      |
| -- | ---- | --- | ------------ |
| 35 | DEF  | [[Fitxer:Flag of Catalonia.svg\|23x15px\|border \|alt=Catalunya\|link=Selecció de futbol de Catalunya\|{{#if:\|]] | Judit Pujols |

### Cos tècnic 2024-2025[60]
| - Entrenador: Pere Romeu - Segon entrenador: Rafel Navarro - Tècnic auxiliar: Enric Lluch - Preparadors físics: Berta Carles, Lucas del Campo, Lorenzo Petroni i Victor Zamora - Fisioterapeutes: Roger Gironès, Roger Ollé i Laia Martínez - Delegat: Marçal Pera | - Entrenador de porteres: Oriol Casares - Analistes: Nacho Villamía, Jorge Gómez - Metge: Xavi Yanguas - Readaptador: Dani Benito - Psicòleg: Marc Sellarès - Encarregat de material: Rubén Jiménez |

### Jugadores destacades
- Immaculada Cabecerán
- Núria Llansà
- Lolita Ortiz
- Simona Vintilă
- Maribel Domínguez
- Marta Cubí
- Noemí Rubio
- Ani Escribano
- Melisa Nicolau
- Sonia Bermúdez
- Miriam Diéguez
- Elixabete Sarasola
- Esther Sullastres Ayuso
- Marta Corredera
- Olga García
- Laura Ràfols
- Vicky Losada
- Melanie Serrano
- Jennifer Hermoso
- Alexia Putellas
- Aitana Bonmatí
- Marta Torrejón
- Caroline Graham Hansen
- Mapi León
- Patri Guijarro
- Mariona Caldentey

## Entrenadors
Categoria principal: Entrenadors del Futbol Club Barcelona (femení)
- Natalia Astrain (2002-2006)
- Xavi Llorens (2006-2017)
- Fran Sánchez (2017-2018)
- Lluís Cortés (2018-2021)
- Jonatan Giráldez (2021-2024)
- Pere Romeu Sunyer (2024-)

## Filial i futbol base

### Futbol Club Barcelona B
La secció té un segon equip a la Segona Divisió. Tradicionalment s'ha situat esportivament a la categoria immediatament inferior a la del primer equip.
El futbol base del Futbol Club Barcelona és una part fonamental del club i per això compta amb una forta política d'inversió i d'esforç en joves jugadors per tal de perfilar-los i ensenyar-los l'estil del Barça a més de formar-los com a persones. Bona part d'aquest esforç econòmic i organitzatiu que fa el club es troba representat per les instal·lacions esportives de la Ciutat Esportiva Joan Gamper i la seva residència per a esportistes de la Masia, situades al municipi veí de Barcelona de Sant Joan Despí.
- Equips femenins (7 equips): Femení B, Femení C, Juvenil, Infantil C, Infantil D, Aleví E i Aleví F. Aquests quatre últims juguen en categories de futbol base mixtes.[61]

## Palmarès

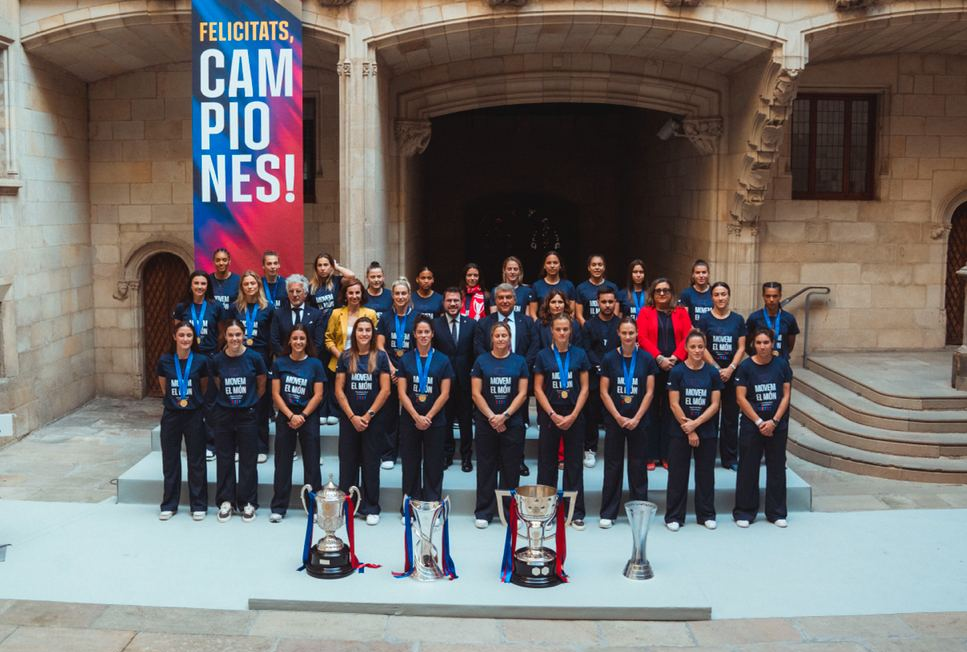
Homenatge al Barcelona vencedor de quatre títols.

### Títols estatals (26+4)
- Lliga (10): 2011-12, 2012-13, 2013-14, 2014-15, 2019-20, 2020-21, 2021-22, 2022-23, 2023-24, 2024-25
  - Subcampiones Lliga (6): 1991-92, 1993-94, 2015-16, 2016-17, 2017-18 i 2018-19
- Copa de la Reina (11): 1994, 2011, 2013, 2014, 2017, 2018, 2020, 2021, 2022, 2024 i 2025 
  - Subcampiones Copa de la Reina (2): 1991 i 2016
- Supercopa (5): 2020, 2022, 2023, 2024, 2025
- Segona Divisió (4): 2001-02, 2002-03, 2003-04, 2007-08

### Títols internacionals (3)
- Lliga de Campions Femenina de la UEFA (3): 2020-21, 2022-23, 2023-24
  - Subcampiones Lliga de Campions (2): 2018-19, 2021-22

### Títols nacionals (12)
- Copa Catalunya (11): 2009, 2010, 2011, 2012, 2014, 2015, 2016, 2017, 2018, 2019 i 2025
  - Subcampiones Copa Catalunya (5): 2005, 2006, 2007, 2008 i 2013
- Copa Generalitat (1): 1985

## Altres dades d'interès
- Temporades a 1a: 33
- Millor posició a la lliga: 1r (10 vegades)
- Pitjor posició a la lliga: 14è (Temporada 2006-07)
- Victòries seguides a la lliga: 62 partits[62]
- Jugadora amb més partits: Melanie Serrano, 516 partits[63]
- Portera amb més partits: Sandra Paños, 280 partits[64]
- Jugadora amb més partits a 1a divisió: Melanie Serrano, 406 partits[65]
- Jugadora amb més partits a la Champions League: Alexia Putellas, 74 partits (en vigència)
- Rècord d'espectadors: 91.648 (22 d'abril del 2022, Camp Nou. Rècord mundial d'assistència en futbol femení)[43]
- Fitxatge més car: Keira Walsh (400.000 €)[66]

## Galeria d'imatges

- Alineacions del FC Barcelona Femení i OL femení a la final de la Campions de 2019.
Campió: Lyon
- Alineacions del FC Barcelona Femení i Chelsea LFC a la final de la Campions de 2021.
Campió: Barcelona
- Alineacions del FC Barcelona Femení i OL femení a la final de la Campions de 2022.
Campió: Lyon
- Alineacions del FC Barcelona Femení i VfL Wolfsburg Frauen a la final de la Campions de 2023.
Campió: Barcelona
- Alineacions del FC Barcelona Femení i OL femení a la final de la Campions de 2024.
Campió: Barcelona